# Dissochaeta punctulata
Dissochaeta punctulata är en tvåhjärtbladig växtart som beskrevs av Joseph Dalton Hooker och José Jéronimo Triana. Dissochaeta punctulata ingår i släktet Dissochaeta och familjen Melastomataceae. Inga underarter finns listade i Catalogue of Life.